# 974
| 974                |
| ------------------ |
| Dødsfald - Fødsler |
|                    |

| Gregoriansk kalender | 974 CMLXXIV             |
| Ab urbe condita      | 1727                    |
| Armensk kalender     | 423 ԹՎ ՆԻԳ              |
| Kinesiske kalender   | 3670 – 3671 癸酉 – 甲戌 |
| Etiopisk kalender    | 966 – 967               |
| Jødisk kalender      | 4734 – 4735             |
| Hindukalendere       |                         |
| - Vikram Samvat      | 1029 – 1030             |
| - Shaka Samvat       | 896 – 897               |
| - Kali Yuga          | 4075 – 4076             |
| Iransk kalender      | 352 – 353               |
| Islamisk kalender    | 363 – 364               |

Se også 974 (tal)

## Begivenheder
- Danevirke angribes af Otto 2’s tropper og mindst en af portene stormes med held. Udfaldet har uheldige konsekvenser for kong Harald. Hedeby besættes af tyskerne.